# Discografia de IU
cantora e compositora sul-coreana IU (artista) lançou cinco Álbum de estúdio , dez Extended play (EPs), 47 Single (incluindo 19 como artista convidado), cinco álbuns individuais, dois álbuns remakes e dois álbuns de compilação. Além disso, a cantora possui colaborações e trilhas sonoras para séries de televisão, filmes e jogos online (incluindo trilhas sonoras inéditas).
Ao longo de sua carreira, Iu vendeu mais de um milhão de álbuns e mais de 120 milhões de downloads digitais pagos (incluindo as vendas de singles colaborativos, trilhas sonoras, faixas de álbuns e outras aparições), tornando-a a artista feminina e solo mais vendida da Coreia do Sul.  IU marcou o maior número de canções na Coréia com um recorde de 30 canções número um Circle Digital Chart  e 18 na K-pop Hot 100

## Álbuns

### Álbuns de estúdio
| Título       | Detalhes do álbum | Melhor posição nas paradas | Melhor posição nas paradas | Vendas                                  |         |
| Título       | Detalhes do álbum | KOR                        | JPN                        | Vendas                                  |         |
| Coreano      | Coreano | Coreano                    | Coreano                    | Coreano                                 | Coreano |
| ------------ | --- | -------------------------- | -------------------------- | --------------------------------------- | ------- |
| Growing Up   | - Data de lançamento: 16 de abril de 2009 - Gravadora: LOEN Entertainment - Formato: CD, digital download                        | 6                          | —                          |                                         |         |
| Last Fantasy | - Data de lançamento: 29 de novembro de 2011 - Gravadora: LOEN Entertainment - Formato: CD, digital download                     | 1                          | —                          | - KOR: 146,064+                         |         |
| Modern Times | - Data de lançamento: 8 de outubro de 2013 - Gravadora: LOEN Entertainment - Formato: CD, digital download                       | 1                          | 69                         | - KOR: 46,496 - JPN: 3,300              |         |
|              | Modern Times - Epilogue - Data de lançamento: 20 de dezembro de 2013 - Label: LOEN Entertainment - Formato: CD, digital download | 3                          | —                          | - KOR: 10,000+                          |         |
| Palette      | - Lançado: 21 de abril de 2017 - Labe : fave - Formatos: CD, download digital, streaming                                         | 1                          | 96                         | - KOR: 145,911 - JPN: 1,303 - US: 1,000 |         |
| Lilac        | - Lançamento: 25 de março de 2021 - Labe : EDAM - Formatos: CD, download digital, streaming                                      | 1                          | 23                         | - KOR: 427,350 - JPN: 2,344             |         |

### Extended plays
| Título                                                                               | Detalhes do álbum | Melhor posição nas paradas | Melhor posição nas paradas | Vendas                     |         |
| Título                                                                               | Detalhes do álbum | KOR                        | JPN                        | Vendas                     |         |
| Coreano                                                                              | Coreano | Coreano                    | Coreano                    | Coreano                    | Coreano |
| ------------------------------------------------------------------------------------ | --- | -------------------------- | -------------------------- | -------------------------- | ------- |
| Lost and Found                                                                       | - Data de lançamento: 23 de setembro de 2008 - Gravadora: LOEN Entertainment - Formato: CD, digital download                                      | 22                         | —                          |                            |         |
| IU...IM                                                                              | - Data de lançamento: 12 de novembro de 2009 - Gravadora: LOEN Entertainment - Formato: CD, digital download                                      | 7                          | —                          |                            |         |
| Real                                                                                 | - Data de lançamento: 9 de dezembro de 2010 - Gravadora: LOEN Entertainment - Formato: CD, digital download                                       | 2                          | —                          | - KOR: 100,092+            |         |
| Real+                                                                                | - Data de lançamento: 16 de fevereiro de 2011 - Gravadora: LOEN Entertainment - Formato: CD, digital download                                     | 1                          | —                          |                            |         |
| Spring of a Twenty Year Old                                                          | - Data de lançamento: 11 de maio de 2012 - Gravadora: LOEN Entertainment - Formato: CD, digital download                                          | 3                          | —                          | - KOR: 33,486+             |         |
| A Flower Bookmark                                                                    | - Data de lançamento: 16 de maio de 2014 - Gravadora: LOEN Entertainment - Formato: CD, digital download                                          | 2                          | 144                        | - KOR: 33,857+ - JPN: 900+ |         |
| Chat-Shire                                                                           | - Lançado: 23 de outubro de 2015 - Gavadora: Árvore LOEN - Formatos: CD, download digital                                                         | 2                          |                            |                            |         |
| A Flower Bookmark 2                                                                  | - Lançado: 22 de setembro de 2017 - Gavadora : favorito - Formatos: CD, download digital                                                          | 3                          |                            |                            |         |
| Love Poem                                                                            | - Lançamento: 18 de novembro de 2019 - Gavadora: Kakao M - Formatos: CD, download digital                                                         | 1                          |                            |                            |         |
| Pieces                                                                               | - Lançamento: 29 de dezembro de 2021 - Gravadora: EDAM - Formatos: download digital                                                               |                            |                            |                            |         |
|                                                                                      | |                            |                            |                            |         |
|                                                                                      | |                            |                            |                            |         |
|                                                                                      | |                            |                            |                            |         |
| Japonês                                                                              | |                            |                            |                            |         |
| I□U                                                                                  | - Data de lançamento: 14 de dezembro de 2011 - Todas as faixas são em língua coreana - Gravadora: EMI Music Japan - Formato: CD, digital download | —                          | 15                         | - JPN: 12,000              |         |
| Can You Hear Me?                                                                     | - Data de lançamento: 20 de março de 2013 - Gravadora: EMI Music Japan - Formato: CD, digital download                                            | —                          | 23                         | - JPN: 8,500               |         |
| "—" denota lançamentos que não foram computados ou que não foram lançadas na região. | |                            |                            |                            |         |

### Álbuns de compilação
| Título                                                                               | Detalhes do álbum                                                                                               | Melhor posição nas paradas | Melhor posição nas paradas | Vendas  |         |
| Título                                                                               | Detalhes do álbum                                                                                               | KOR                        | JPN                        | Vendas  |         |
| Coreano                                                                              | Coreano | Coreano                    | Coreano                    | Coreano | Coreano |
| ------------------------------------------------------------------------------------ | --- | -------------------------- | -------------------------- | ------- | ------- |
| SMASH HITS                                                                           | - Data de lançamento: 08 de janeiro de 2016 (TWN) - Gravadora: Warner Music Taiwan - Formato: CD+DVD+calendário | —                          | —                          |         |         |
| "—" denota lançamentos que não foram computados ou que não foram lançadas na região. | |                            |                            |         |         |

## Singles
| Ano                                                                                  | Título                         | Melhor posição nas paradas | Melhor posição nas paradas | Melhor posição nas paradas | Melhor posição nas paradas | Vendas                 | Álbum                                   |         |
| Ano                                                                                  | Título                         | KOR Gaon                   | KOR Hot 100                | JPN Oricon                 | JPN Hot 100                | Vendas                 | Álbum                                   |         |
| Coreano                                                                              | Coreano                        | Coreano                    | Coreano                    | Coreano                    | Coreano                    | Coreano                | Coreano                                 | Coreano |
| ------------------------------------------------------------------------------------ | ------------------------------ | -------------------------- | -------------------------- | -------------------------- | -------------------------- | ---------------------- | --------------------------------------- | ------- |
| 2008                                                                                 | "Lost Child"                   | 41                         | —                          | —                          | —                          |                        | Lost and Found                          |         |
| 2009                                                                                 | "Boo"                          | 9                          | —                          | —                          | —                          |                        | Growing Up                              |         |
| 2009                                                                                 | "You Know (Rock Ver.)"         | 18                         | —                          | —                          | —                          |                        | Growing Up                              |         |
| 2009                                                                                 | "Marshmallow"                  | 3                          | —                          | —                          | —                          |                        | IU...IM                                 |         |
| 2010                                                                                 | "Pinkie Swear"                 | —                          | —                          | —                          | —                          |                        | Very Best Telecinema 7                  |         |
| 2010                                                                                 | "Because I'm a Woman"          | 1                          | —                          | —                          | —                          | - KOR: 1.477.767+ (DL) | Road No. 1 OST                          |         |
| 2010                                                                                 | "Good Day"                     | 1                          | —                          | —                          | —                          | - KOR: 4.776.000+ (DL) | Real                                    |         |
| 2011                                                                                 | "Someday"                      | 1                          | —                          | —                          | —                          | - KOR: 2.209.924+ (DL) | Dream High: Original Sound Track        |         |
| 2011                                                                                 | "The Story Only I Didn't Know" | 1                          | —                          | —                          | —                          | - KOR: 2.126.249+ (DL) | Real+                                   |         |
| 2011                                                                                 | "Hold My Hand"                 | 2                          | —                          | —                          | —                          | - KOR: 2.031.787+ (DL) | The Greatest Love: Original Sound Track |         |
| 2011                                                                                 | "You and I"                    | 1                          | 1                          | —                          | —                          | - KOR: 6.065.000+ (DL) | Last Fantasy                            |         |
| 2012                                                                                 | "Peach"                        | 2                          | 3                          | —                          | —                          | - KOR: 1.384.071+ (DL) | Spring of a Twenty Year Old             |         |
| 2012                                                                                 | "Every End of the Day"         | 1                          | 1                          | —                          | —                          | - KOR: 2.527.530+ (DL) | Spring of a Twenty Year Old             |         |
| 2013                                                                                 | "The Red Shoes"                | 1                          | 1                          | —                          | —                          | - KOR: 1.213.123+ (DL) | Modern Times                            |         |
| 2013                                                                                 | "Friday"                       | 1                          | 1                          | —                          | —                          | - KOR: 3.051.092+ (DL) | Modern Times – Epilogue                 |         |
| 2014                                                                                 | "My Old Story"                 | 2                          | 1                          | —                          | —                          | - KOR: 1.073.731+ (DL) | A Flower Bookmark                       |         |
| 2015                                                                                 | "Twenty-Three"                 | 1                          | —                          | —                          | —                          | - KOR: 1.276.753+      | Chat-Shire                              |         |
| Japonês                                                                              |                                |                            |                            |                            |                            |                        |                                         |         |
| 2012                                                                                 | "Good Day"                     | —                          | —                          | 6                          | 5                          | - JPN: 31.000 (CD)     | Non album song                          |         |
| 2012                                                                                 | "You and I"                    | —                          | —                          | 5                          | 11                         | - JPN: 20.000 (CD)     | Non album song                          |         |
| 2013                                                                                 | "The Age of the Cathedrals"    | —                          | —                          | —                          | —                          |                        | Can You Hear Me?                        |         |
| 2013                                                                                 | "New World"                    | —                          | —                          | —                          | 76                         |                        | Can You Hear Me?                        |         |
| 2013                                                                                 | "Beautiful Dancer"             | —                          | —                          | —                          | 66                         |                        | Can You Hear Me?                        |         |
| 2013                                                                                 | "Monday Afternoon"             | —                          | —                          | 15                         | 27                         | - JPN: 7.000 (CD)      | —                                       |         |
| "—" denota lançamentos que não foram computados ou que não foram lançadas na região. |                                |                            |                            |                            |                            |                        |                                         |         |

### Duetos
| Ano                                                                                  | Título                                             | Melhor posição nas paradas | Melhor posição nas paradas | Vendas                 | Álbuns                                                  |
| Ano                                                                                  | Título                                             | KOR                        | Hot 100 K-Pop              | Vendas                 | Álbuns                                                  |
| Coreano                                                                              | Coreano                                            | Coreano                    | Coreano                    | Coreano                | Coreano                                                 |
| ------------------------------------------------------------------------------------ | -------------------------------------------------- | -------------------------- | -------------------------- | ---------------------- | ------------------------------------------------------- |
| 2010                                                                                 | "It's First Love" (com Na Yoon-kwon)               | —                          | —                          | - KOR: 1.290.307+ (DL) | —                                                       |
| 2010                                                                                 | "Nagging" (com Seulong)                            | 1                          | —                          | - KOR: 4.126.000+ (DL) | —                                                       |
| 2010                                                                                 | "I Believe in Love" (com Yoo Seung-ho)             | 3                          | —                          | - KOR: 1.010.437+ (DL) | Road for Hope                                           |
| 2010                                                                                 | "It's You" (com Sung Si-kyung)                     | 1                          | —                          | - KOR: 1.593.893+ (DL) | The First                                               |
| 2010                                                                                 | "Let's Go" (com vários artistas)                   | —                          | —                          | KOR: 1.339.133+ (DL)   | —                                                       |
| 2011                                                                                 | "Ice Flower" (com Kim Yuna)                        | 8                          | —                          | - KOR: 1.733.045+ (DL) | —                                                       |
| 2012                                                                                 | "Sea of Moonlight" (com Fiestar)                   | 12                         | 10                         | - KOR: 1.004.426+ (DL) | LOEN TREE Summer Story                                  |
| 2014                                                                                 | "Not Spring, Love, or Cherry Blossoms" (com HIGH4) | 1                          | 1                          | - KOR: 1.243.793+ (DL) | —                                                       |
| 2014                                                                                 | "Summer Love" (com Ulala Session)                  | 3                          | —                          | - KOR: 572.607+ (DL)   | —                                                       |
| 2014                                                                                 | "Sogyeokdong"" (com Seo Taiji)                     | 4                          | —                          | - KOR: 636.000+*       | Quiet Night                                             |
| 2014                                                                                 | "When Would It Be" (com Yoon Hyun-sang)            | 9                          | —                          | - KOR: 615.000+        | Pianoforte                                              |
| 2015                                                                                 | "Leon" (com Park Myung-soo)                        | 1                          | —                          | - KOR: 1.380.000+      | Infinite Challenge: Yeongdong Expressway Music Festival |
| "—" denota lançamentos que não foram computados ou que não foram lançadas na região. |                                                    |                            |                            |                        |                                                         |

## Outras músicas nas paradas
| Ano                                                                                  | Título                           | Melhor posição nas paradass | Melhor posição nas paradass | Vendas                 | Álbuns                      |
| Ano                                                                                  | Título                           | KOR Gaon                    | KOR Hot 100                 | Vendas                 | Álbuns                      |
| ------------------------------------------------------------------------------------ | -------------------------------- | --------------------------- | --------------------------- | ---------------------- | --------------------------- |
| 2010                                                                                 | "This Is Not What I Thought"     | 21                          | —                           |                        | Real                        |
| 2010                                                                                 | "Merry Christmas in Advance"     | 24                          | —                           | - KOR: 288,176+ (DL)   | Real                        |
| 2010                                                                                 | "The Thing I Do Slowly"          | 27                          | —                           |                        | Real                        |
| 2010                                                                                 | "The Night of the First Breakup" | 29                          | —                           |                        | Real                        |
| 2010                                                                                 | "Alone in the Room"              | 33                          | —                           |                        | Real                        |
| 2010                                                                                 | "Good Day (Instrumental)"        | 193                         | —                           |                        | Real                        |
| 2011                                                                                 | "Cruel Fairytale"                | 8                           | —                           | - KOR: 1,051,453+ (DL) | Real+                       |
| 2011                                                                                 | "Secret"                         | 2                           | 5                           | - KOR: 1,906,710+ (DL) | Last Fantasy                |
| 2011                                                                                 | "Sleeping Prince of the Woods"   | 3                           | 9                           | - KOR: 1,244,787+ (DL) | Last Fantasy                |
| 2011                                                                                 | "Uncle"                          | 4                           | 8                           | - KOR: 1,649,571+ (DL) | Last Fantasy                |
| 2011                                                                                 | "A Child Searching for Stars"    | 6                           | —                           | - KOR: 1,063,369+ (DL) | Last Fantasy                |
| 2011                                                                                 | "Wallpaper Patterns"             | 7                           | —                           | - KOR: 929,539+ (DL)   | Last Fantasy                |
| 2011                                                                                 | "Wisdom Tooth"                   | 8                           | —                           | - KOR: 924,663+ (DL)   | Last Fantasy                |
| 2011                                                                                 | "Teacher"                        | 9                           | —                           | - KOR: 816,372+ (DL)   | Last Fantasy                |
| 2011                                                                                 | "Everything's Alright"           | 11                          | —                           | - KOR: 830,424+ (DL)   | Last Fantasy                |
| 2011                                                                                 | "Last Fantasy"                   | 12                          | —                           | - KOR: 778,823+ (DL)   | Last Fantasy                |
| 2011                                                                                 | "4AM"                            | 13                          | —                           | - KOR: 728,315+ (DL)   | Last Fantasy                |
| 2011                                                                                 | "A Stray Puppy"                  | 17                          | —                           | - KOR: 637,338+ (DL)   | Last Fantasy                |
| 2011                                                                                 | "L'amant"                        | 19                          | —                           | - KOR: 576,293+ (DL)   | Last Fantasy                |
| 2012                                                                                 | "I Really Don't Like Her"        | 15                          | —                           | - KOR: 630,104+ (DL)   | Spring of a Twenty Year Old |
| 2013                                                                                 | "Everybody Has Secrets"          | 2                           | 3                           | - KOR: 538,051+ (DL)   | Modern Times                |
| 2013                                                                                 | "Love of B"                      | 3                           | 7                           | - KOR: 400,474+ (DL)   | Modern Times                |
| 2013                                                                                 | "Between the Lips (50cm)"        | 4                           | 5                           | - KOR: 412,703+ (DL)   | Modern Times                |
| 2013                                                                                 | "A Gloomy Clock"                 | 6                           | 11                          | - KOR: 380,032+ (DL)   | Modern Times                |
| 2013                                                                                 | "Modern Times"                   | 7                           | 10                          | - KOR: 397,184+ (DL)   | Modern Times                |
| 2013                                                                                 | "Bad Day"                        | 8                           | 14                          | - KOR: 335,407+ (DL)   | Modern Times                |
| 2013                                                                                 | "Obliviate"                      | 11                          | 23                          | - KOR: 264,854+ (DL)   | Modern Times                |
| 2013                                                                                 | "Daydream"                       | 12                          | 15                          | - KOR: 257,797+ (DL)   | Modern Times                |
| 2013                                                                                 | "Havana"                         | 13                          | 29                          | - KOR: 222,261+ (DL)   | Modern Times                |
| 2013                                                                                 | "Walk with Me, Girl"             | 14                          | 26                          | - KOR: 207,185+ (DL)   | Modern Times                |
| 2013                                                                                 | "Wait"                           | 17                          | 41                          | - KOR: 185,245+ (DL)   | Modern Times                |
| 2013                                                                                 | "Voice Mail (Korean version)"    | 18                          | 28                          | - KOR: 190,681+ (DL)   | Modern Times                |
| "—" denota lançamentos que não foram computados ou que não foram lançadas na região. |                                  |                             |                             |                        |                             |

## Outras aparições
| Ano  | Título                                                        | Outro(a) artista  | Álbum                                                |
| ---- | ------------------------------------------------------------- | ----------------- | ---------------------------------------------------- |
| 2009 | "You Are Always Like That (그러는 그대는)"                    |                   | 2009 Alien Baseball Team: Original Sound Track       |
| 2009 | "Araro"                                                       |                   | Queen Seondeok: Original Sound Track                 |
| 2009 | "Wind Flower (바람꽃)"                                        |                   | Queen Seondeok: Original Sound Track                 |
| 2009 | "Danny Boy"                                                   |                   | Paradise: Original Sound Track                       |
| 2009 | "All You Need Is Love"                                        | Zitten, Run       | MBC Music Travel La La La Live Vol. 5                |
| 2009 | "I Don't Know Love Yet"                                       | Zitten, Run       | MBC Music Travel La La La Live Vol. 5                |
| 2009 | "Suga Luv"                                                    | Bizniz            | —                                                    |
| 2009 | "Mon-Tue-Wed-Thu Fri-Sat-Sun (월화수목 금토일)"               | Suho              | Dayz                                                 |
| 2009 | "I Hope"                                                      | Mighty Mouth      | Love Class                                           |
| 2009 | "247"                                                         | The Three Views   | The Three Views: Part 3                              |
| 2009 | "You Are Stunning"                                            | Run               | Face-Off                                             |
| 2010 | "My Dream Is to Be a Patissiere" (tema de Yumeiro Patissiere) |                   | —                                                    |
| 2010 | "Pinkie Swear"                                                |                   | 19-Nineteen: Original Sound Track                    |
| 2010 | "Alicia" (de Alicia, um jogo online)                          |                   | —                                                    |
| 2010 | "Why (왜)"                                                    | Supreme Team, Jun | Why                                                  |
| 2010 | "Gift"                                                        | Vários artistas   | Road for Hope                                        |
| 2011 | "I Know"                                                      | Seungri           | V.V.I.P                                              |
| 2011 | "Suga Luv (Valentine Mix)"                                    | Bizniz            | The Brand New                                        |
| 2011 | "I Hoppin U"                                                  |                   | —                                                    |
| 2011 | "Memories of the Sea"                                         |                   | —                                                    |
| 2012 | "Stranded (Korean version)" (tema de Sammy's Great Escape)    |                   | —                                                    |
| 2012 | "Like You"                                                    | Wanted            | Vintage                                              |
| 2012 | "Atreia" (de Aion, um jogo online)                            |                   | —                                                    |
| 2013 | "Beautiful Song"                                              | Jo Jung Suk       | You're the Best, Lee Soon-shin: Original Sound Track |
| 2013 | "Crayon"                                                      |                   | Pretty Man: Original Sound Track                     |

## Videoclipes
| Ano  | Música                                 | Tempo | Álbum                       |
| ---- | -------------------------------------- | ----- | --------------------------- |
| 2008 | "Lost Child"                           | 3:45  | Lost and Found              |
| 2009 | "Boo"                                  | 3:33  | Growing Up                  |
| 2009 | "You Know (Rock Ver.)"                 | 3:11  | Growing Up                  |
| 2009 | "You Are Always Like That"             | 3:39  | 2009 Strike OST             |
| 2009 | "Marshmallow"                          | 3:23  | IU...IM                     |
| 2010 | "Because I'm a Woman"                  | 3:44  | Road No. 1 OST              |
| 2010 | "Good Day"                             | 5:54  | Real                        |
| 2011 | "The Story Only I Didn't Know"         | 5:59  | Real+                       |
| 2011 | "The Story Only I Didn't Know"         | 3:27  | Real+                       |
| 2011 | "Ice Flower"                           | 3:39  | N/A                         |
| 2011 | "You and I"                            | 8:54  | Last Fantasy                |
| 2011 | "You and I"                            | 4:04  | Last Fantasy                |
| 2012 | "Last Fantasy"                         | 6:15  | Last Fantasy                |
| 2012 | "Good Day"                             | 5:16  | Good Day                    |
| 2012 | "Every End of the Day"                 | 26:55 | Spring of a Twenty Year Old |
| 2012 | "You and I"                            | 5:24  | You and I                   |
| 2012 | "Sea of Moonlight"                     | 5:24  | LOEN TREE Summer Story      |
| 2013 | "Beautiful Dancer"                     | 6:17  | Can You Hear Me?            |
| 2013 | "Monday Afternoon"                     | -     | Monday Afternoon            |
| 2013 | "The Red Shoes"                        | 8:28  | Modern Times                |
| 2013 | "The Red Shoes"                        | 4:18  | Modern Times                |
| 2013 | "Friday"                               | 3:51  |                             |
| 2014 | "Not Spring, Love, or Cherry Blossoms" | 3:25  | N/A                         |
| 2014 | "My Old Story"                         | 3:54  | A Flower Bookmark           |
| 2015 | "Take Care of My Dad"                  | 1:27  | Take Care of My Dad         |
| 2015 | "Twenty-Three"                         | 3:55  | Chat-Shire                  |